# Ocosia ramaraoi
Ocosia ramaraoi és una espècie de peix pertanyent a la família dels tetrarògids i a l'ordre dels escorpeniformes.

## Descripció
Fa 8,2 cm de llargària màxima. 15-16 espines i 8-9 radis tous a l'única aleta dorsal. 3 espines i 5 radis tous a l'anal. 28 vèrtebres. Absència d'espines en les superfícies laterals de l'os lacrimal i del primer os suborbital. Inici de l'aleta dorsal per sobre del centre dels ulls. No presenta cap espina característicament allargada. Les membranes de la part espinosa de les aletes presenten incisions al voltant d'1/4 de la longitud de les espines. Línia lateral contínua i amb 14-18 escates. 14-16 branquiespines (9-12 a la part inferior i 3-4 a la superior). Absència d'aleta adiposa. Aletes pectorals amb cap espina i 13-13 radis tous.

## Hàbitat i distribució geogràfica
És un peix marí, demersal (entre 145 i 274 m de fondària) i de clima tropical, el qual viu a l'Índic: l'Índia.

## Observacions
És inofensiu per als humans i el seu índex de vulnerabilitat és moderat (35 de 100).